# Hercegbosanska županija
Hercegbosanska županija, službeno Kanton 10 (ćirilica: Кантон 10), deseta je i prostorno najveća od ukupno deset županija u Federaciji Bosne i Hercegovine. Nalazi se u srednjozapadnom dijelu Bosne i Hercegovine, duž granice s Hrvatskom i jedna je od tri hercegovačke županije. Sjedište županije je u Kupresu, županijske skupštine u Tomislavgradu, a vlade u Livnu.

## Naziv
Ustavni sud Federacije Bosne i Hercegovine 20. studenoga 1997. i 19. veljače 1998. donio je presudu kojom su simboli ove županije proglašeni neustavnima zbog predstavljanja samo jednog od konstitutivnih naroda, tj. isključivo Hrvata. Usto je presudio o neustavnosti imena »Hercegbosanska županija« zato što »teritorij te županije ni jednim dijelom ne pripada Hercegovini kao regiji«. Dana 7. srpnja 1998. donio je još jednu presudu gdje je odlučeno, između ostalog, da naziv »županija« nije u skladu sa Ustavom Federacije BiH. Međutim, županijske vlasti nastavljaju koristiti te simbole i ime.

## Zemljopis
Županija zauzima površinu od 4934 km2 ili 19 % površine Federacije BiH. Po popisu stanovništva iz 1991. godine na području županije obitavalo je 115 726 stanovnika, s malom gustoćom naseljenosti (23 stanovnika/km2). Prijeratna recesija u gospodarstvu, a svakako i rat na ovim prostorima, rezultirali su značajnijim fluktuacijama stanovništva u vidu iseljavanja u zemlje zapadne Europe ili preseljenja na druga područja BiH. Budući da je u tijeku obrnuti proces povratka, iako ne i s istim intenzitetom, procjenjuje se da trenutno na razini županije obitava oko 90 000 stanovnika, iako je točne podatke o stanovništvu moguće dobiti jedino novim popisom stanovništva.
Prirodne i zemljopisne odlike područja su raznolike, od prostranih polja i pašnjaka, rijeka i jezera do listopadnih i zimzelenih šuma, i pružaju obilne mogućnosti za život i gospodarski razvitak temeljen na poljoprivrednoj proizvodnji, stočarstvu, te drvnoj industriji. Očuvana priroda, umjerena kontinentska klima, zemljopisni položaj te blizina i dobra prometna povezanost sa susjednom Hrvatskom, tj. njezinim vratima – srednjom Dalmacijom, te povezanost s cijelom Hercegovinom, važni su čimbenici za gospodarski razvoj. U Hercegbosanskoj županiji nalazi se prva vjetroelektrana u BiH: VE Mesihovina.

## Gospodarstvo
Županija je teško stradala tijekom zadnjeg rata i ubraja se u najteže pogođena područja na području Federacije Bosne i Hercegovine. Proces obnove je spor i težak, međutim gospodarstvo pokazuje znakove oporavka, uglavnom vidljive u segmentu građevinarstva, drvno-prerađivačkih tvrtki (191 ili 44,50 % od ukupno 429 aktivnih poduzeća i 30 % ukupnog prihoda).
S gledišta ostvarenog prihoda u 1998. i 1999. godini značajan porast ostvaren je u građevinarstvu – indeks 234, u poljoprivredi i šumarstvu –- indeks 192, kao i u prometu, industriji i rudarstvu. Trgovina bilježi smanjenje ostvarenih prihoda u odnosu na 1998. godinu za 2 indeksna boda, a isto tako i smanjenje sudjelovanja u ukupno ostvarenim prihodima na razini županije s 44,80 % u 1998., na 30 % u 1999. godini u korist ostalih proizvodnih djelatnosti, a osobito građevinarstva, poljoprivrede i šumarstva osobito ako se uzme u obzir da su ukupno ostvareni prihodi na razini županije u 1999. godini povećani za 25 % u odnosu na 1998. godinu. Sve su to pozitivni pokazatelji oporavka gospodarstva i osnova budućeg očekivanog razvitka.

## Upravna podjela
Sjedište županije nalazi se u Kupresu.
Županija obuhvaća pet općina i jedan grad:
| Općina                  | Broj naselja | Broj stanovnika (2013.) | Gustoća (km2) | Površina (km2) |
| ----------------------- | ------------ | ----------------------- | ------------- | -------------- |
| Bosansko Grahovo        | 35           | 2449                    | 3,1           | 780            |
| Drvar                   | 25           | 7036                    | 11,9          | 589,3          |
| Glamoč                  | 55           | 3860                    | 3,7           | 1033,6         |
| Kupres                  | 36           | 5057                    | 8,9           | 569,8          |
| Grad Livno              | 59           | 34 133                  | 34,3          | 994            |
| Tomislavgrad            | 60           | 31 592                  | 32,7          | 967,4          |
| Hercegbosanska županija | 270          | 84 127                  | 17,05         | 4934,9         |

## Stanovništvo
Godine 2013. županija je imala 84 127 stanovnika, što čini 2,38 % stanovnika Bosne i Hercegovine. Etničku većinu predstavljaju Hrvati s 76,79 % ukupnog stanovništva. Sa 17 stanovnika po četvornom kilometru, Hercegbosanska županija je najrjeđe naseljena županija Federacije.
76 % stanovnika ispovijeda katoličku vjeru, 12 % pravoslavnu, a 10 % pripada islamskoj religiji.
Hrvatski jezik je većinski jezik, a govori ga 77 % stanovništva, uglavnom na jugu županije. Srpskim jezikom govori 12,7 % stanovništva, a bošnjačkim 9,7 %.
1991. godine županija je imala sljedeći narodnosni sastav stanovništva:
| općina                                       | narodnosti       | narodnosti       | narodnosti     | narodnosti      | ukupan broj    |
| općina                                       | Hrvati           | Srbi             | Muslimani      | ostali          | ukupan broj    |
| -------------------------------------------- | ---------------- | ---------------- | -------------- | --------------- | -------------- |
| Livno                                        | 29 324 (72,22 %) | 3913 (9,63 %)    | 5793 (14,26 %) | 1570 (3,86 %)   | 40.600 (100 %) |
| Tomislavgrad                                 | 25 976 (86,56 %) | 576 (1,91 %)     | 3148 (10,49 %) | 309 (1,02 %)    | 30.009 (100 %) |
| Glamoč                                       | 184 (1,46 %)     | 9951 (79,02 %)   | 2257 (17,92 %) | 201 (1,58 %)    | 12.593 (100 %) |
| Kupres                                       | 3812 (43,19 %)   | 4081 (46,23 %)   | 802 (9,08 %)   | 131 (1,47 %)    | 8826 (100 %)   |
| Bosansko Grahovo                             | 226 (2,71 %)     | 7888 (94,91 %)   | 12 (0,14 %)    | 185 (2,22 %)    | 8311 (100 %)   |
| Drvar                                        | 31 (0,20 %)      | 14 846 (96,76 %) | 29 (0,18 %)    | 437 (2,86 %)    | 15.343 (100 %) |
| županija                                     |                  |                  |                |                 |                |
| 59 553 (51,48 %)                             | 41 255 (35,66 %) | 12 041 (10,41 %) | 2833 (2,45 %)  | 115 682 (100 %) |                |
| prema podatcima popisa stanovništva iz 1991. |                  |                  |                |                 |                |

## Povijest
Livno se spominje već u ilirsko doba kao središte istoimene pokrajine (Hlivno). Za vrijeme Rimskog Carstva Livno je bilo važna administrativno-vojna utvrda.
Doseljavanjem slavenskog stanovništva oko 626. godine Livno kao i prostor cijele Livanjske županije naselila su hrvatska plemena, a Livno uz Tomislavgrad dobiva središnju ulogu u državnoj politici Kraljevine Hrvatske. Oko 925. godine na prostoru obližnjeg Duvanjskog polja okrunjen je prvi hrvatski kralj Tomislav iz obiteljske loze Trpimirovića.
U Hrvatsko-Ugarskoj državi Livno je ostalo važno županijsko središte. U 14. stoljeću ratovima lokalnih feudalaca (posebicnih moćnih Hrvatinića, potkralja Hrvatske, Dalmacije i Bosne) Livno i prostor Livanjske županije (Završje) povremeno postaje i dio banovine i kasnije kraljevine Bosne.
Širenjem Osmanlija na Bosnu ubrzo je osvojeno i Livno, koje je već bilo iscrpljeno lokalnim feudalnim ratovima, pa nije bilo spremno na trajniju obranu od velike osmanske najezde, čime su se Livno i veći dio Hercegbosanske županije našli pod turskom vlašću. Slobodni su ostali jedino zapadni dijelovi Livanjske županije gdje su Hrvati iz utvrda u Grahovu i Uncu (Drvar) pružali grčevit otpor koji je nakon nekoliko desetljeća bio skršen u krvi (masakrom i protjerivanjem) većine hrvatskog pučanstva, a doseljavanjem novog vlaškog pučanstva koje je sudjelovalo na strani Osmanlija, čime je promijenjena etnička slika zapadnog dijela županije.
Padom Glamoča pod Turke gotovo sve katoličko stanovništvo pod vodstvom lokalnog svećenika prelazi na pravoslavlje da bi sačuvalo život i imovinu, tako je taj dotad katolički kraj sačuvao svoja obilježja, ali izgubio samobitnost i izmijenio vjersku sliku glamočkog kraja. U velikom protuturskom ratu kojeg su povele Austrija i Venecija 1699./1700., nisu uspjele trajno osloboditi prostor Hercegbosanske županije, a potpisivanjem mira u Svištovu i Srijemskim Karlovcima zapečaćen je ostanak tog kraja u sastavu Bosne i Hercegovine. Tijekom 19. stoljeća na području Bosne i Hercegovine dogodit će se više pobuna protiv osmanskog jarma. Katoličko stanovništvo livanjskog kraja diglo je veliku bunu 21. lipnja 1875. godine nakon što su livanjski muslimani ubili duhovnog vođu livanjskog kraja fra Lovru Karaulu. Ubrzo se katoličko stanovništvo cijelog Tropolja pridružilo pobuni. Vođe te borbe bili su franjevci Stjepan Krešić i Bonaventura Šarić-Drženjak. Tri godine tropoljski katolici kontrolirali su planinske predjele Glamoča, Livna, Kupresa i Grahova. 1878. godine u Tropolje ulazi osloboditeljska austrijska vojska kojoj se zatim pridružuju i pobunjeni katolici. Nakon kratkotrajnih borbi s mjesnim muslimanskim i pravoslavnim stanovništvom udružene hrvatsko-austrijske snage oslobodile su ovaj kraj od osmanskog jarma u ljeto 1878. godine.
Čitavo područje Hercegbosanske županije bilo je u sastavu Kondominija BiH u sastavu Austrougarske Monarhije. Nakon Prvog svjetskog rata, područje Hercegbosanske županije našlo se u Kraljevini SHS, kasnije Jugoslaviji. Glavnina današnjeg područja Hercegbosanske županije pripala je 1922. tadašnjoj Travničkoj oblasti, dok su manji sjeverni krajevi pripali Bihaćkoj oblasti. Nakon uvođenja Šestosiječanjske diktature i podjele države na banovine 1929., većinska hrvatska područja Hercegbosanske županije našla su se u sastavu Primorske banovine sa sjedištem u Splitu, dok su sjeverna srpska područja priključena Vrbaskoj banovini, sa sjedištem u Banjoj Luci. Stvaranjem Banovine Hrvatske 1939., čitava Primorska Banovina našla se u njezinom sastavu, pa tako i većinska hrvatska područja Hercegbosanske županije.
Nakon stvaranja NDH i njezine upravne podjele, glavnina područja sadašnje Hercegbosanske županije bila su dio Velike župe Plive i Rame sa sjedištem u Jajcu, dok je manji sjeverni dio pripao Velikoj župi Krbave i Psata sa sjedištem u Bihaću. Nakon poraza Sila osovine 1945., područje Hercegbosanske županije postalo je dijelom tadašnje federalne jedinice SFR Jugoslavije, BiH. U vrijeme demokratskih procesa, većinske hrvatske općine u županiji, Kupres, Livno i Tomislavgrad, ušle su u sastav Hrvatske Republike Herceg-Bosne.
Osamostaljenjem BiH na prostoru sjevernog i zapadnog dijela Hercegbosanske županije pod vodstvom SDS-a, većinski srpski krajevi stali su na stranu Vojske Republike Srpske ubojstvima Hrvata i Bošnjaka na prostoru Drvara, Grahova, Glamoča, napadom na Kupres te granatiranjem Livna i okolnih naselja. Nakon ustrojavanja vojnih postrojbi HVO-a oslobođen je najprije prostor Kupresa. Hrvati i Bošnjaci oformili su Washingtonskim sporazumom Federaciju BiH, u čiji je sastav ušlo čitavo područje Hercegbosanske županije pod kontrolom HVO-a, a nešto kasnije, u ljeto 1995. HVO i HV u odlučujućim udarima slamaju srpske snage i zauzimaju Grahovo, Glamoč i Drvar, čime se uz ostale pobjede HVO-a, HV i Armije RBiH ostvareni uvjeti za potpisivanje Daytonskog mirovnog sporazuma. Nakon rata, 1996., došlo je do samoukinuća Herceg-Bosne i ustrojavanja uređenje FBiH na županije, kada je stvorena i Hercegbosanska županija, površinski najveća županija u FBiH.

## Gospodarstvo
Ova županija teško je stradala tijekom rata i spada u najteže pogođena područja na području Federacije BiH. Proces obnove je spor i težak međutim gospodarstvo već pokazuje znakove oporavka, uglavnom vidljive u segmentu građevinarstva, drvo-prerađivačke industrije, malog poduzetništva i obrta. Iako je trgovina još uvijek dominantna grana gospodarstva, gledano s aspekta ukupnog broja poduzeća (191 ili 44,50 % od ukupno 429 aktivnih poduzeća i 30 % ukupnog prihoda).
Gledano s aspekta ostvarenog prihoda u 1998. i 1999. godini značajan porast ostvaren je u građevinarstvu – indeks 234 , u poljoprivredi i šumarstvu – indeks 192, kao i u prometu, industriji i rudarstvu. Trgovina bilježi smanjenje ostvarenih prihoda u odnosu na 1998. godinu za 2 indeksna poena, a isto tako i smanjenje učešća u ukupno ostvarenim prihodima na razini županije sa sa 44,80 % u 1998., na 30 % u 1999. godini u korist ostalih proizvodnih djelatnosti, a osobito građevinarstva, poljoprivrede i šumarstva osobito ako se uzme u obzir da su ukupno ostvareni prihodi na razini županije u 1999. godini povećani su za 25 % u odnosu na 1998. godinu. Sve su to pozitivni pokazatelji oporavka gospodarstva i temelj budućeg očekivanog razvitka.
Proces privatizacije je u tijeku a stvarni rezultati bit će vidljivi za nekoliko godina. Perspektiva ekonomskog razvitka županije bazira se na prirodnim resursima i novim ulaganjima. Prirodne i zemljopisne karakteristike ovog područja su raznolike, od plodnih, prostranih polja i nepreglednih pašnjaka, rijeka i jezera pa do stoljetnih listopadnih i zimzelenih šuma, i pružaju obilne mogućnosti za život i gospodarski razvitak temeljen na poljoprivrednoj proizvodnji, stočarstvu, turizmu te drvnoj industriji i rudarstvu. Ekološki čista i netaknuta priroda, umjerena kontinentalna klima, geografski položaj te blizina i dobra prometna povezanost sa susjednom Hrvatskom, tj. njezinim vratima u svijet – srednjom Dalmacijom, kojoj gospodarski i tradicionalno gravitira, bitni su čimbenici za gospodarski prosperitet ovog kraja.
2016. godine stopa nezaposlenosti bila je 48 %.
Gospodarstvo županije temelji se na poljoprivredi i preradi drva. Poljoprivreda uključuje ljetnu ispašu, ponajviše ovaca. 10 827 hektara zauzimao je izgoj žitarica, od čega 3 868 hektara se koristi za uzgoj stočne hrane. Krumpirov uzgoj se prostire na oko 870 hektara.
Proizvodnja voća u 2016. godini iznosi 609 tona, od čega su polovica plodovi šljive.
Vinogradarski uzgoj uveden je tek nedavno na prostoru općine Tomislavgrad.
Proizvodnja mlijeka u 2016. godini bila je 39 236 litara.
Sveukupno u 2016. godini, poljoprivreda predstavlja 10,7 % gospodarske aktivnosti, a primarni sektor ukupno čini 14,2 % radno aktivnog stanovništva. 11,7 % gospodarstva vezano je uz preradu primarnih materija.
35 % gospodarstva obuhvaća tercijarni ne-trgovinski sektor (javnu uparvu, prosvjetu, javno zdravstvo i sl.) 16 % aktivnog stanovništva radi u trgovinskim djelatnostima.
U 2016. godini prosječna plaća u županiji iznosila je 432,86 eura.
Važnija trgovačka društva:
- Mljekara Livno – proizvodnja sira
- Finvest Drvar – prerada drva
- Rudnici ugljena "Tušnica" Livno
- Tresetište – Bosansko Grahovo – eksploatacija i prerada treseta
- Agraris Glamoč – poljoprivredna proizvodnja
- Livansko polje – poljoprivreda i stočarstvo
- Tvornica kabela Tomislavgrad

## Županijska uprava

### Županijska skupština
Županijska skupština predstavničko je tijelo stanovnika županije. Sastoji se od 25 zastupnika izabranih razmjernim izbornim sustavom na četverogodišnji mandat.
|         | HDZ BiH  | 13 / 15 | 15 / 25 | 14 / 25 | 13 / 25 | 5 / 25 | 9 / 25 | 9 / 25 | 9 / 25 |
|         | SNSD     |         |         |         | 3 / 25  | 5 / 25 | 3 / 25 | 3 / 25 | 3 / 25 |
|         | HDZ 1990 |         |         |         |         | 6 / 25 | 4 / 25 | 4 / 25 | 2 / 25 |
|         | HNL      |         |         |         |         |        |        | 2 / 25 | 2 / 25 |
|         | SDA      |         |         |         | 2 / 25  | 2 / 25 | 2 / 25 | 2 / 25 | 2 / 25 |
|         | NSRzB    |         |         |         | 3 / 25  | 1 / 25 | 2 / 25 | 2 / 25 | 2 / 25 |
|         | HSS      |         |         |         |         |        |        | 1 / 25 | 1 / 25 |
|         | HSP BiH  |         |         |         |         | 4 / 25 | 3 / 25 | 1 / 25 | 1 / 25 |
|         | SDP BiH  |         |         |         | 1 / 25  | 1 / 25 | 1 / 25 | 1 / 25 | 1 / 25 |
|         | neovisni |         |         |         |         |        |        |        | 2 / 25 |
| Izvori: |          |         |         |         |         |        |        |        |        |

### Županijska vlada
Vlada Hercegbosanske županije je izvršno tijelo vlasti u županiji. Vladu trenutačno čini koalicija HDZ-a BiH i HDZ-a 1990. Predsjednik Vlade i ujedno premijer županije je Ivan Jozić.
Županijska vlada je podijeljena na 8 ministarstava:
- Ministarstvo unutarnjih poslova
- Ministarstvo gospodarstva
- Ministarstvo poljoprivrede, vodoprivrede i šumarstva
- Ministarstvo znanosti, prosvjete, kulture i športa
- Ministarstvo graditeljstva, obnove, prostornog uređenja i zaštite okoliša
- Ministarstvo rada, zdravstva, socijalne skrbi i prognanih
- Ministarstvo financija
- Ministarstvo pravosuđa i uprave.

U sastavu vlade djeluju i različiti uredi, uprave, službe, agencije i direkcije:
- Ured za zakonodavstvo
- Uprava za inspekcijske poslove
- Uprava za pitanja branitelja
- Uprava za ceste
- Uprava za geodetske i imovinsko-pravne poslove
- Uprava za civilnu zaštitu
- Služba za odnose s javnošću
- Direkcija za robne rezerve
- Agencija za privatizaciju